# Marpissa (zoologia)
Marpissa C. L. Koch, 1846 è un genere di ragni appartenente alla Famiglia Salticidae.

## Etimologia
Il nome del genere deriva dall'antica città greca di Marpissa

## Distribuzione
Le 52 specie oggi note di questo genere sono diffuse nelle Americhe, in Eurasia, in Nuova Zelanda e nel Camerun.
In Italia sono state reperite 4 specie di questo genere

## Tassonomia

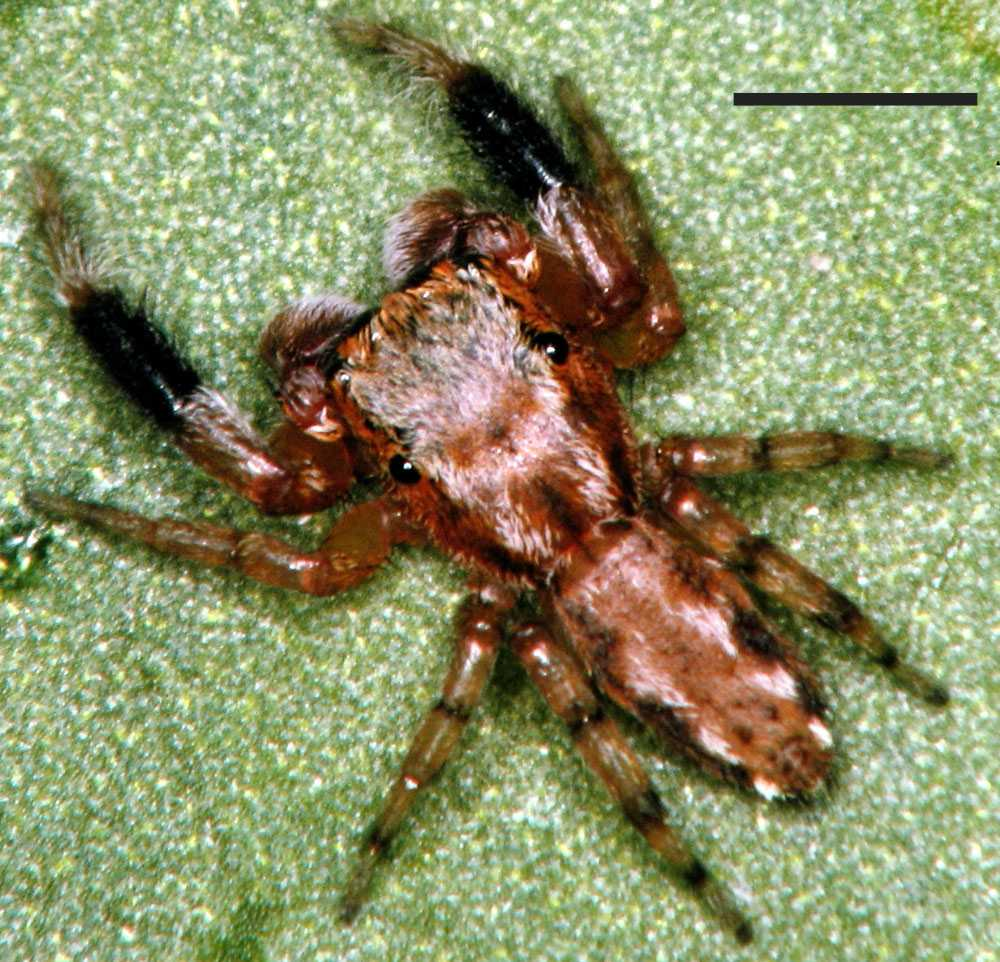
Marpissa sulcosa, maschio

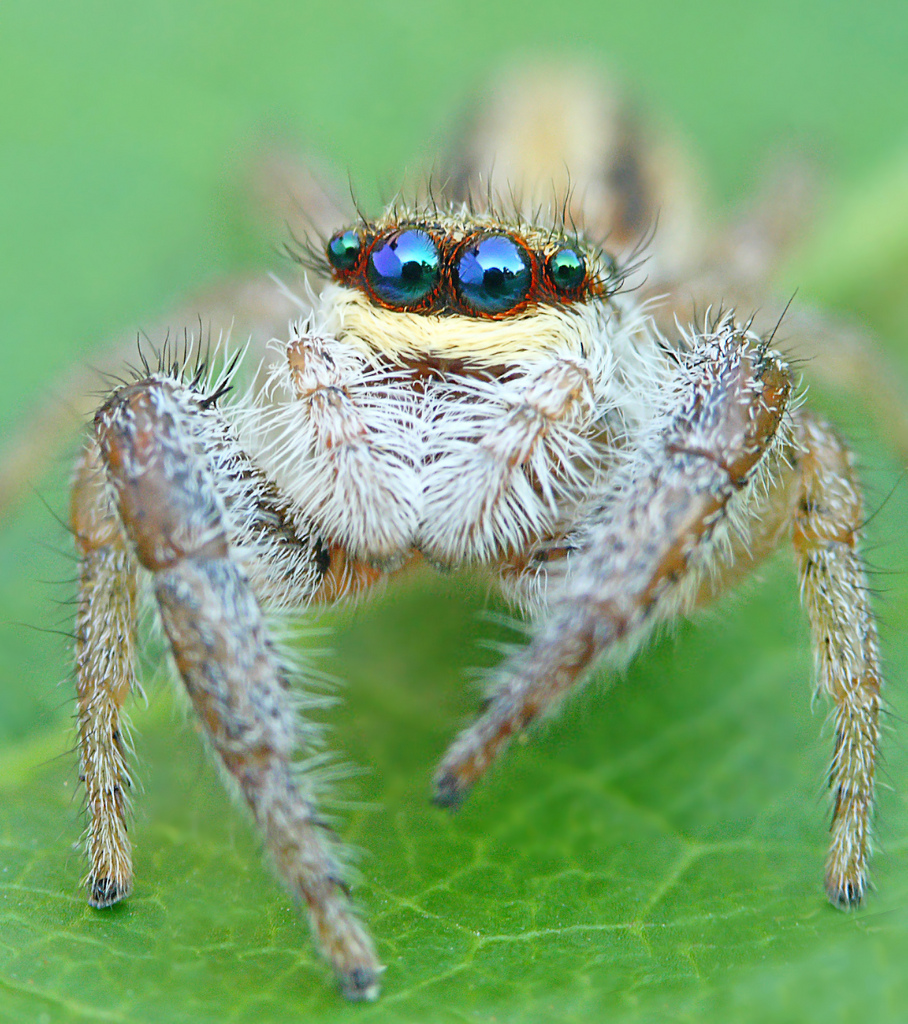
Marpissa radiata

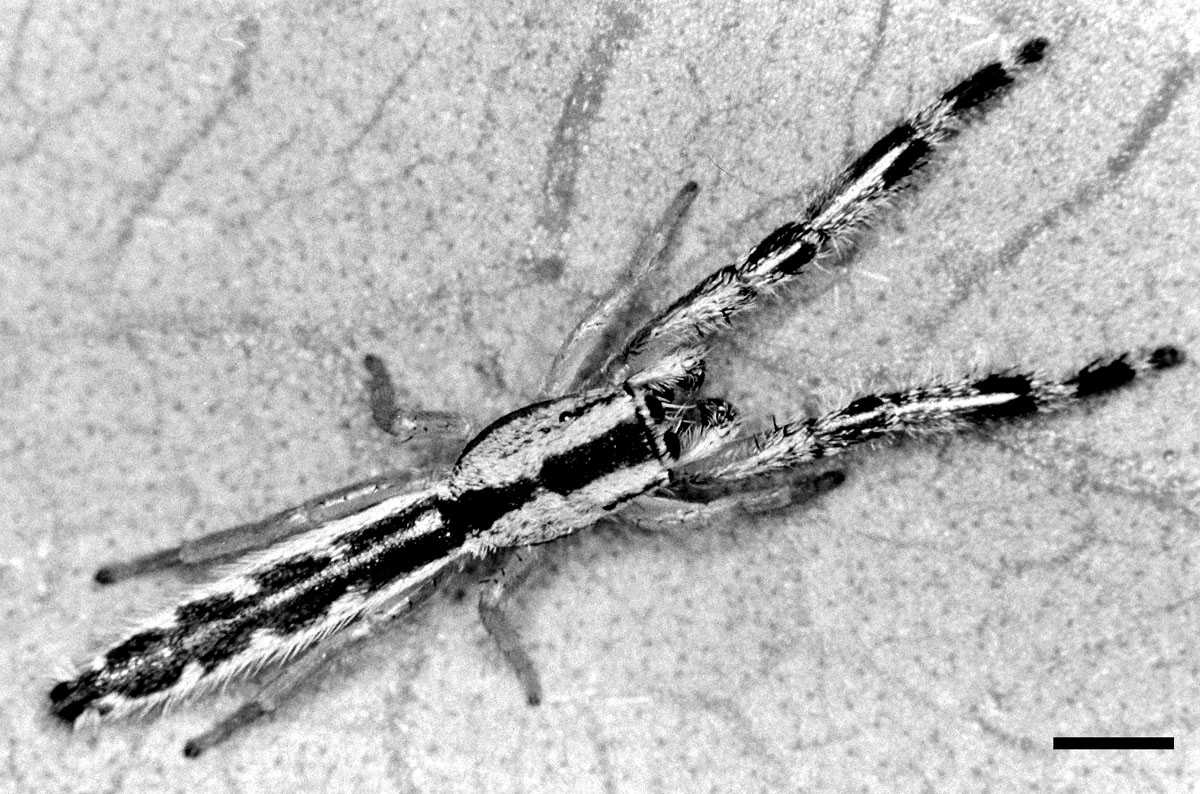
Marpissa pikei, maschio

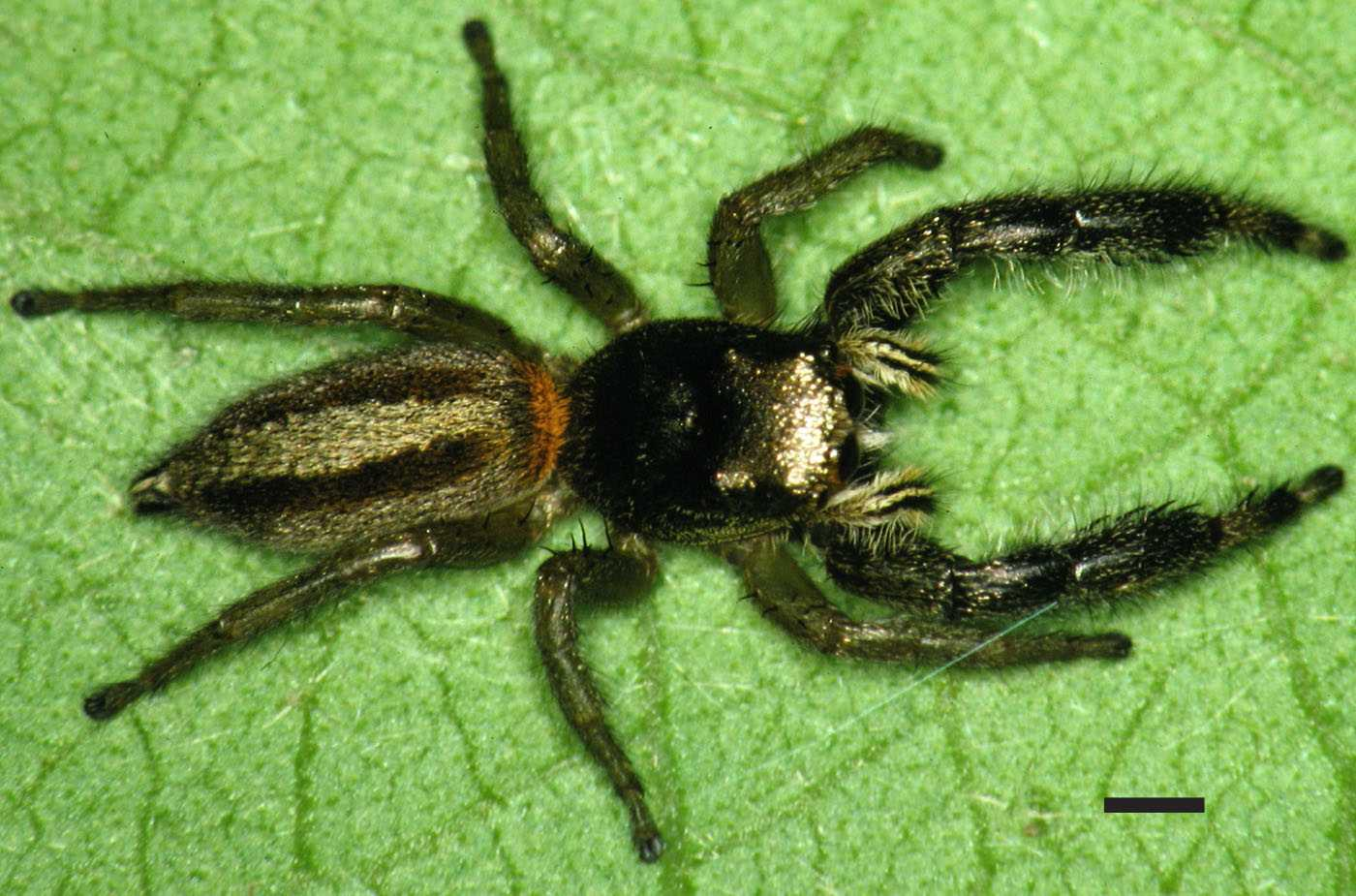
Marpissa bina, femmina

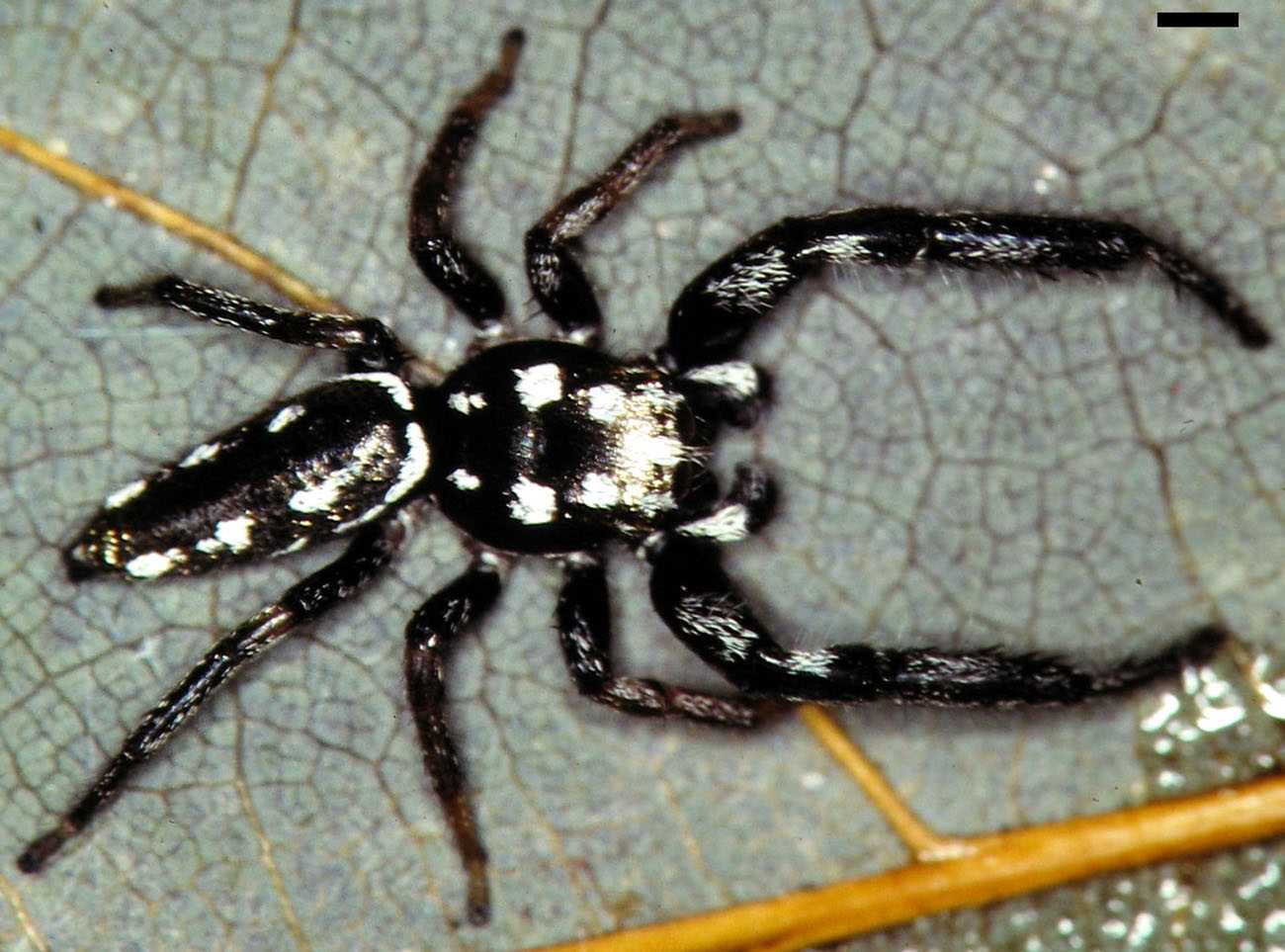
Marpissa bina, maschio

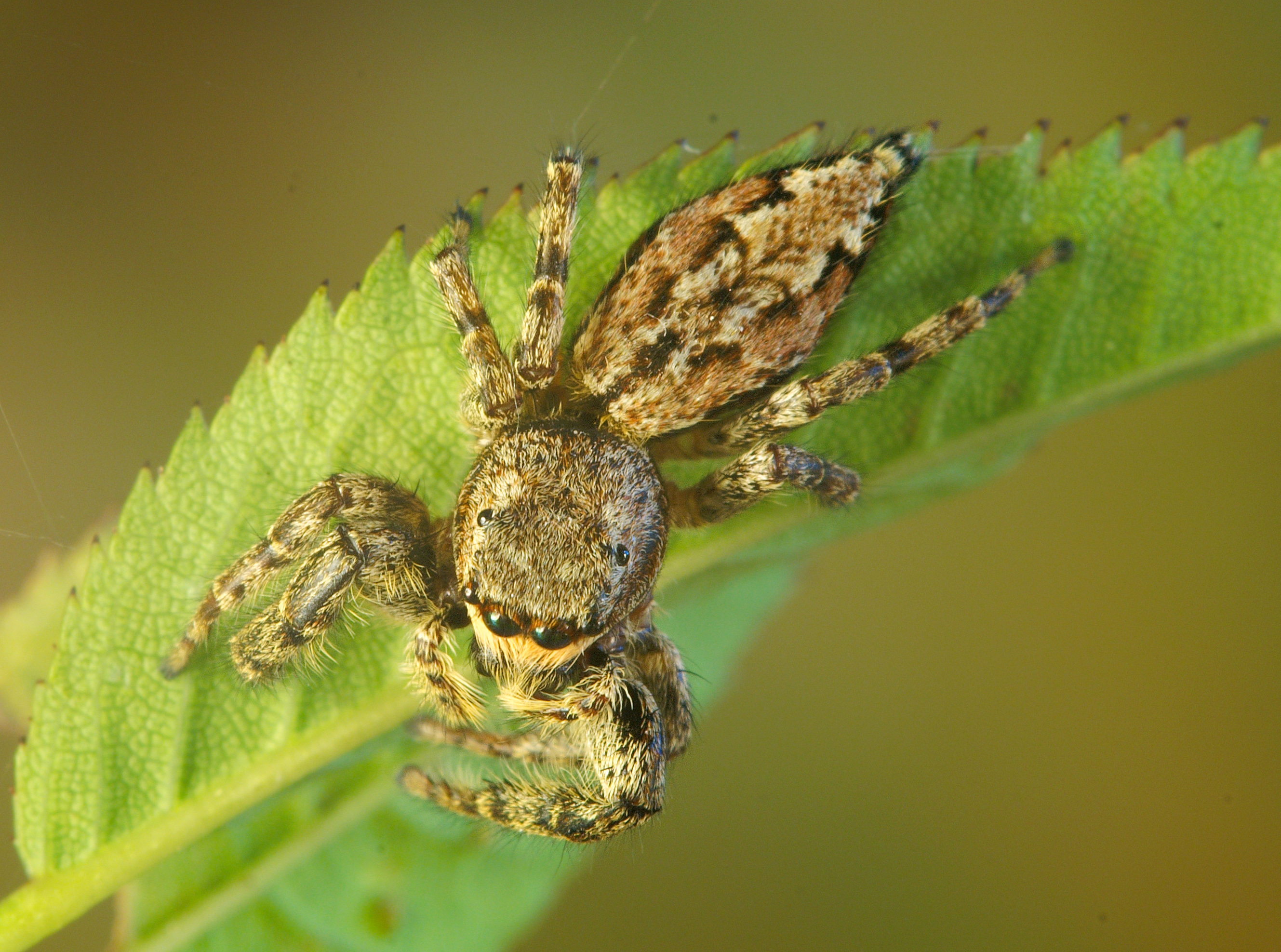
Marpissa muscosa

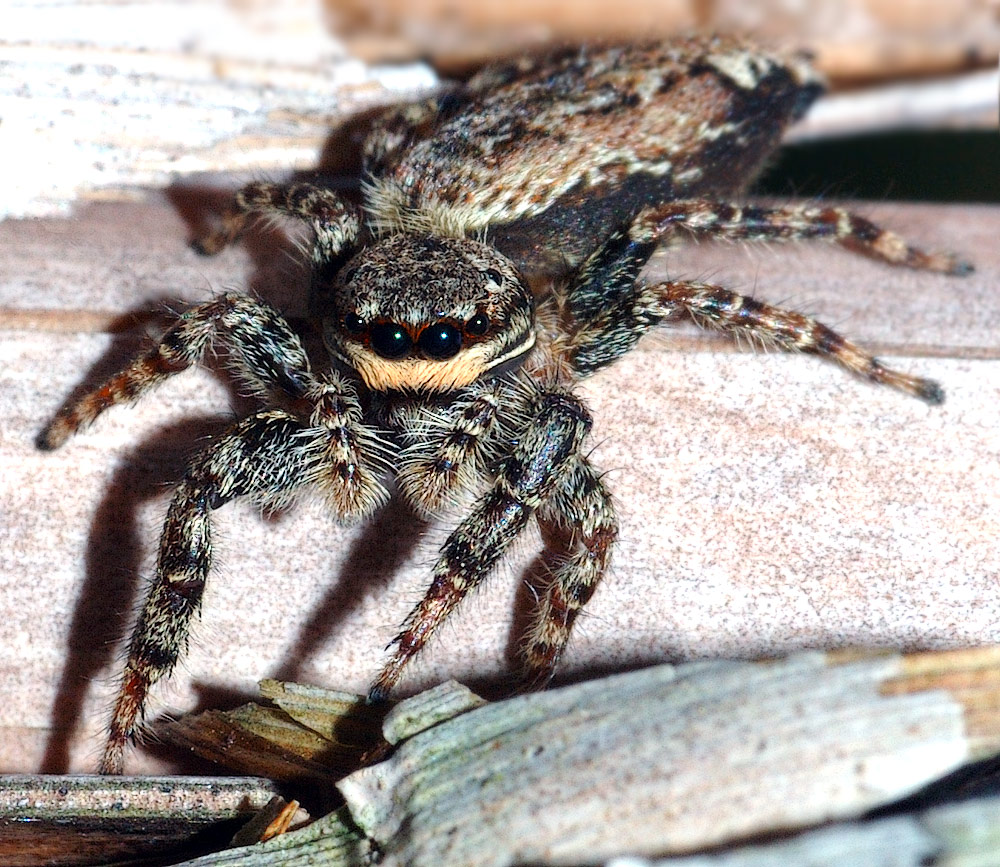
Marpissa muscosa

Considerato un sinonimo anteriore di Onondaga Peckham & Peckham, 1909 dall'aracnologo Barnes in uno studio del 1958; di Hyctia Simon, 1876 da Harm in uno studio del 1981 (la stessa Hyctia è a sua volta considerata un sinonimo anteriore di Icidella Bösenberg & Strand, 1906 da uno studio di Yaginuma del 1955); e infine anche di Roeweriella Kratochvíl, 1932 secondo un lavoro di Logunov del 2009.
Non è invece sinonimo anteriore di Mendoza Peckham & Peckham, 1894 (a sua volta rimosso dalla sinonimia del genere Mithion con Thiene) secondo un lavoro di Logunov del 1999 e contra un altro lavoro di Prószynski del 1990.

### Specie
A dicembre 2010, si compone di 52 specie:
1. Marpissa agricola (Peckham & Peckham, 1894) — Brasile
2. Marpissa anusuae Tikader & Biswas, 1981 — India
3. Marpissa arambagensis Biswas & Biswas, 1992 — India
4. Marpissa armifera Urquhart, 1892 — Nuova Zelanda
5. Marpissa balcanica (Kratochvíl, 1932) — Croazia
6. Marpissa bina (Hentz, 1846) — USA
7. Marpissa bryantae (Jones, 1945) — USA
8. Marpissa carinata Butt & Beg, 2000 — Pakistan
9. Marpissa dayapurensis Majumder, 2004 — India
10. Marpissa decorata Tikader, 1974 — India
11. Marpissa dentoides Barnes, 1958 — USA
12. Marpissa endenae Biswas & Biswas, 1992 — India
13. Marpissa formosa (Banks, 1892) — USA
14. Marpissa fornicis (Dyal, 1935) — Pakistan
15. Marpissa gangasagarensis Majumder, 2005 — India
16. Marpissa grata (Gertsch, 1936) — USA
17. Marpissa hieroglyphica Taczanowski, 1878 — Perù
18. Marpissa insignis Butt & Beg, 2000 — Pakistan
19. Marpissa kalapani Tikader, 1977 — Isole Andamane
20. Marpissa kalighatensis Biswas & Biswas, 1992 — India
21. Marpissa lakshmikantapurensis Majumder, 2004 — India
22. Marpissa lineata (C. L. Koch, 1846) — USA
23. Marpissa linzhiensis Hu, 2001 — Cina
24. Marpissa longiuscula (Simon, 1871) — Italia, Ucraina
25. Marpissa manipuriensis Biswas & Biswas, 2004 — India
26. Marpissa milleri (Peckham & Peckham, 1894) — Russia, Cina, Corea, Giappone
27. Marpissa minor F. O. P.-Cambridge, 1901 — dal Messico ad El Salvador
28. Marpissa mirabilis Butt & Beg, 2000 — Pakistan
29. Marpissa mizoramensis Biswas & Biswas, 2007 — India
30. Marpissa muscosa (Clerck, 1757)[3] — Regione paleartica (presente in Italia)
31. Marpissa mystacina Taczanowski, 1878 — Perù
32. Marpissa nitida Hu, 2001 — Cina
33. Marpissa nivoyi (Lucas, 1846) — Regione paleartica (presente in Italia)
34. Marpissa nutanae Biswas & Biswas, 1984 — India
35. Marpissa obtusa Barnes, 1958 — USA
36. Marpissa pauariensis Biswas & Roy, 2008 — India
37. Marpissa pikei (Peckham & Peckham, 1888) — USA, Cuba
38. Marpissa pomatia (Walckenaer, 1802) — Regione paleartica (presente in Italia)
39. Marpissa prathamae Biswas & Biswas, 1984 — India
40. Marpissa proszynskii Biswas & Begum, 1999 — Bangladesh
41. Marpissa pulla (Karsch, 1879) — Russia, Cina, Corea, Taiwan, Giappone
42. Marpissa radiata (Grube, 1859) — Regione paleartica (presente in Italia)
43. Marpissa raimondi Taczanowski, 1878 — Perù
44. Marpissa robusta (Banks, 1906) — USA
45. Marpissa rubriceps Mello-Leitão, 1922 — Brasile
46. Marpissa singhi Monga, Singh & Sadana, 1989 — India
47. Marpissa soricina (Thorell, 1899) — Camerun
48. Marpissa sulcosa Barnes, 1958 — USA
49. Marpissa tenebrosa Butt & Beg, 2000 — Pakistan
50. Marpissa tigrina Tikader, 1965 — India
51. Marpissa tikaderi Biswas, 1984 — India
52. Marpissa zaitzevi Mcheidze, 1997 — Georgia

### Specie trasferite
La variabilità di alcuni caratteri e il numero di specie classificate contribuisce all'elevato numero di specie trasferite ad altri generi, ben 36 a dicembre 2010.
1. Marpissa andamanensis Tikader, 1977; trasferita al genere Plexippus C. L. Koch, 1846[1].
2. Marpissa arenaria Urquhart, 1888; trasferita al genere Euophrys C. L. Koch, 1834.
3. Marpissa aureocomosus (Mello-Leitão, 1943); trasferita al genere Platykryptus Hill, 1979.
4. Marpissa bengalensis Tikader, 1974; trasferita al genere Plexippus C. L. Koch, 1846.
5. Marpissa broadwayi (Peckham & Peckham, 1894); trasferita al genere Platykryptus Hill, 1979.
6. Marpissa calcutaensis Tikader, 1974; trasferita al genere Plexippus C. L. Koch, 1846.
7. Marpissa californica (Peckham & Peckham, 1888); trasferita al genere Platykryptus Hill, 1979.
8. Marpissa canestrinii Ninni, 1868; trasferita al genere Mendoza Peckham & Peckham, 1894.
9. Marpissa carlini (Peckham & Peckham, 1903); trasferita al genere Menemerus Simon, 1868.
10. Marpissa civilis Holmberg, 1876; trasferita al genere Salticus Latreille, 1804.
11. Marpissa congenera (O. P.-Cambridge, 1872); trasferita al genere Modunda Simon, 1901.
12. Marpissa dersuuzalai Logunov & Wesolowska, 1992; trasferita al genere Mendoza Peckham & Peckham, 1894.
13. Marpissa dhakuriensis Tikader, 1974; trasferita al genere Phlegra Simon, 1876.
14. Marpissa elongata (Karsch, 1879); trasferita al genere Mendoza Peckham & Peckham, 1894.
15. Marpissa gridellii (Caporiacco, 1934); trasferita al genere Mendoza Peckham & Peckham, 1894.
16. Marpissa hiroseae (Nakatsudi, 1942); trasferita al genere Mendoza Peckham & Peckham, 1894.
17. Marpissa hotingchiehi (Schenkel, 1963); trasferita al genere Mendoza Peckham & Peckham, 1894.
18. Marpissa ibarakiensis Bohdanowicz & Prószynski, 1987; trasferita al genere Mendoza Peckham & Peckham, 1894.
19. Marpissa inermis (Karsch, 1897); trasferita al genere Thiania C. L. Koch, 1846.
20. Marpissa interrogationis (Bösenberg & Strand, 1906); trasferita al genere Mendoza Peckham & Peckham, 1894.
21. Marpissa ludhianaensis Sadana & Kaur, 1974; trasferita al genere Pseudicius Simon, 1885.
22. Marpissa ludhianaensis Tikader, 1974; trasferita al genere Pseudicius Simon, 1885.
23. Marpissa magister (Karsch, 1879); trasferita al genere Mendoza Peckham & Peckham, 1894.
24. Marpissa magna (Peckham & Peckham, 1894); trasferita al genere Platykryptus Hill, 1979.
25. Marpissa mandali Tikader, 1974; trasferita al genere Plexippus C. L. Koch, 1846.
26. Marpissa memorabilis (O. P.-Cambridge, 1876); trasferita al genere Mendoza Peckham & Peckham, 1894.
27. Marpissa nobilis (Grube, 1861); trasferita al genere Mendoza Peckham & Peckham, 1894.
28. Marpissa obscura Kroneberg, 1875; trasferita al genere Mendoza Peckham & Peckham, 1894.
29. Marpissa pichoni (Schenkel, 1963); trasferita al genere Mendoza Peckham & Peckham, 1894.
30. Marpissa pulchra Prószynski, 1981; trasferita al genere Mendoza Peckham & Peckham, 1894.
31. Marpissa salsophila Tyschchenko, 1965; trasferita al genere Mendoza Peckham & Peckham, 1894.
32. Marpissa staintoni (O. P.-Cambridge, 1872); trasferita al genere Modunda Simon, 1901.
33. Marpissa tschekiangensis (Schenkel, 1963); trasferita al genere Mendoza Peckham & Peckham, 1894.
34. Marpissa undata (De Geer, 1778); trasferita al genere Platykryptus Hill, 1979.
35. Marpissa vittata (Karsch, 1879); trasferita al genere Siler Simon, 1889.
36. Marpissa zebra Logunov & Wesolowska, 1992; trasferita al genere Mendoza Peckham & Peckham, 1894.

### Nomina dubia
1. Marpissa capensis C. L. Koch, 1846; gli esemplari, reperiti in Sudafrica, a seguito di un lavoro dell'aracnologo Roewer del 1955, sono da ritenersi nomina dubia[1].
2. Marpissa cineracea Urquhart, 1891; gli esemplari, reperiti in Nuova Zelanda, a seguito di un lavoro dell'aracnologo Roewer del 1955, sono da ritenersi nomina dubia[1].
3. Marpissa elata (Thorell, 1881); gli esemplari, reperiti in Malaysia e originariamente classificati in Marptusa, a seguito di un lavoro dell'aracnologo Roewer del 1955, sono da ritenersi nomina dubia[1].
4. Marpissa leucophaeum Urquhart, 1888; gli esemplari, reperiti in Nuova Zelanda, a seguito di un lavoro dell'aracnologo Roewer del 1955, sono da ritenersi nomina dubia[1].
5. Marpissa marina (Goyen, 1892); gli esemplari, reperiti in Nuova Zelanda e originariamente classificati in Marptusa, a seguito di un lavoro dell'aracnologo Roewer del 1955, sono da ritenersi nomina dubia[1].
6. Marpissa nannodes (Thorell, 1892); gli esemplari, reperiti nell'isola di Sumatra e originariamente classificati in Marptusa, a seguito di un lavoro dell'aracnologo Roewer del 1955, sono da ritenersi nomina dubia[1].
7. Marpissa nemoralis Urquhart, 1892; gli esemplari, reperiti in Nuova Zelanda, a seguito di un lavoro dell'aracnologo Roewer del 1955, sono da ritenersi nomina dubia[1].
8. Marpissa stuhlmanni Bösenberg & Lenz, 1895; gli esemplari, reperiti in Africa centrale, a seguito di un lavoro dell'aracnologo Roewer del 1955, sono da ritenersi nomina dubia[1].